# غوميرو
غوميرون (Γούμερον) هي مدينة في إليا في مقاطعة كينتريكي إلادا في اليونان.
يبلغ عدد سكانها حوالي 940 نسمة.